# Eumenes ferruginea
Eumenes ferruginea är en stekelart som beskrevs av Holland 1917. Eumenes ferruginea ingår i släktet krukmakargetingar, och familjen Eumenidae. Inga underarter finns listade i Catalogue of Life.